# Élections législatives de 1967 dans l'Aveyron
Les élections législatives françaises de 1967 se déroulent les 5 et 12 mars 1967.  Dans le département de l'Aveyron, trois députés sont à élire dans le cadre de trois circonscriptions.

## Élus
| Circonscription | Député sortant            | Parti | Parti  | Député élu ou réélu       | Parti | Parti          |
| --------------- | ------------------------- | ----- | ------ | ------------------------- | ----- | -------------- |
| 1re             | Roland Boscary-Monsservin |       | RI     | Roland Boscary-Monsservin |       | RI             |
| 2e              | Robert Fabre              |       | Radsoc | Robert Fabre              |       | Radical (FGDS) |
| 3e              | Roger Julien              |       | MRP    | Louis-Alexis Delmas       |       | UD-Ve          |

## Résultats

### Résultats à l'échelle du département
| Parti          | Parti                                           | Premier tour | Premier tour | Second tour | Second tour | Sièges |
| Parti          | Parti                                           | Voix         | %            | Voix        | %           | Sièges |
| -------------- | ----------------------------------------------- | ------------ | ------------ | ----------- | ----------- | ------ |
|                | Républicains indépendants                       | 46 893       | 31,14        | 18 514      | 19,22       | 1      |
|                | Union des démocrates pour la Ve République      | 25 372       | 16,85        | 31 802      | 33,02       | 1      |
|                | Union des républicains de progrès               | 72 265       | 47,98        | 50 316      | 52,24       | 2      |
|                |                                                 |              |              |             |             |        |
|                | Parti radical                                   | 34 470       | 22,89        | 29 350      | 30,47       | 1      |
|                | Fédération de la gauche démocrate et socialiste | 34 470       | 22,89        | 29 350      | 30,47       | 1      |
|                |                                                 |              |              |             |             |        |
|                | Progrès et démocratie moderne                   | 24 643       | 16,36        | 16 657      | 17,29       | 0      |
|                | Parti communiste français                       | 15 069       | 10,01        | Retrait     | Retrait     | 0      |
|                | Extrême droite                                  | 2 330        | 1,55         |             |             | 0      |
|                | Parti socialiste unifié                         | 1 828        | 1,21         | 0           |             |        |
|                |                                                 |              |              |             |             |        |
| Inscrits       | Inscrits                                        | 185 969      | 100,00       | 125 243     | 100,00      | 3      |
| Abstentions    | Abstentions                                     | 31 635       | 17,01        | 22 558      | 18,01       |        |
| Votants        | Votants                                         | 154 334      | 82,99        | 102 685     | 81,99       |        |
| Blancs et nuls | Blancs et nuls                                  | 3 729        | 2,42         | 6 362       | 6,2         |        |
| Exprimés       | Exprimés                                        | 150 605      | 97,58        | 96 323      | 93,8        |        |

### Résultats par circonscription

#### Première circonscription (Rodez)
|                | Roland Boscary-Monsservin sortant réélu | RI (URP)       | 32 019 | 64,67  |  |  |  |
|                | Jean Briane                             | CD (PDM)       | 6 834  | 13,8   |  |  |  |
|                | Jean Alquier                            | Radical (FGDS) | 6 593  | 13,32  |  |  |  |
|                | Victoria Pascal                         | PCF            | 4 066  | 8,21   |  |  |  |
|                |                                         |                |        |        |  |  |  |
| Inscrits       | Inscrits                                | Inscrits       | 60 708 | 100,00 |  |  |  |
| Abstentions    | Abstentions                             | Abstentions    | 9 838  | 16,21  |  |  |  |
| Votants        | Votants                                 | Votants        | 50 870 | 83,79  |  |  |  |
| Blancs et nuls | Blancs et nuls                          | Blancs et nuls | 1 358  | 2,67   |  |  |  |
| Exprimés       | Exprimés                                | Exprimés       | 49 512 | 97,33  |  |  |  |

#### Deuxième circonscription (Villefranche-de-Rouergue)
| Candidat       | Candidat                   | Parti          | Premier tour | Premier tour | Second tour | Second tour |  |
| Candidat       | Candidat                   | Parti          | Voix         | %            | Voix        | %           |  |
| -------------- | -------------------------- | -------------- | ------------ | ------------ | ----------- | ----------- |  |
|                | Robert Fabre sortant réélu | Radical (FGDS) | 22 092       | 45,85        | 29 350      | 61,32       |  |
|                | Hubert Bouyssière          | RI             | 14 874       | 30,87        | 18 514      | 38,68       |  |
|                | Jean Martin                | PCF            | 6 120        | 12,7         | Retrait     | Retrait     |  |
|                | Étienne Bouyou             | CD (PDM)       | 5 097        | 10,58        |             |             |  |
|                |                            |                |              |              |             |             |  |
| Inscrits       | Inscrits                   | Inscrits       | 59 437       | 100,00       | 59 438      | 100,00      |  |
| Abstentions    | Abstentions                | Abstentions    | 10 357       | 17,43        | 10 712      | 18,02       |  |
| Votants        | Votants                    | Votants        | 49 080       | 82,57        | 48 726      | 81,98       |  |
| Blancs et nuls | Blancs et nuls             | Blancs et nuls | 897          | 1,83         | 862         | 1,77        |  |
| Exprimés       | Exprimés                   | Exprimés       | 48 183       | 98,17        | 47 864      | 98,23       |  |

#### Troisième circonscription (Millau)
| Candidat       | Candidat                       | Parti          | Premier tour | Premier tour | Second tour | Second tour |  |
| Candidat       | Candidat                       | Parti          | Voix         | %            | Voix        | %           |  |
| -------------- | ------------------------------ | -------------- | ------------ | ------------ | ----------- | ----------- |  |
|                | Louis-Alexis Delmas élu        | UD-Ve          | 25 372       | 47,95        | 31 802      | 65,63       |  |
|                | Roger Julien sortant           | CD (PDM)       | 12 712       | 24,03        | 16 657      | 34,37       |  |
|                | Cyprien Trouche                | Radical (FGDS) | 5 785        | 10,93        |             |             |  |
|                | Albert Labonne                 | PCF            | 4 883        | 9,23         |             |             |  |
|                | François Bédel de Buzareingues | Extrême droite | 2 330        | 4,4          |             |             |  |
|                | Paul Vieillard                 | PSU            | 1 828        | 3,45         |             |             |  |
|                |                                |                |              |              |             |             |  |
| Inscrits       | Inscrits                       | Inscrits       | 65 824       | 100,00       | 65 805      | 100,00      |  |
| Abstentions    | Abstentions                    | Abstentions    | 11 440       | 17,38        | 11 846      | 18          |  |
| Votants        | Votants                        | Votants        | 54 384       | 82,62        | 53 959      | 82          |  |
| Blancs et nuls | Blancs et nuls                 | Blancs et nuls | 1 474        | 2,71         | 5 500       | 10,19       |  |
| Exprimés       | Exprimés                       | Exprimés       | 52 910       | 97,29        | 48 459      | 89,81       |  |